# Alexis Araktcheïev
Le comte Alexis Andreïevitch Araktcheïev (en russe : Алексей Андреевич Аракчеев), né le 4 octobre 1769 à Novgorod, décédé le 3 mai 1834 à Novgorod, est un général et homme politique russe, ministre de la Guerre de 1808 à 1810, chevalier orthodoxe de l'ordre de Saint-Jean de Jérusalem (Russie impériale), chef du département de la guerre au Conseil d'État de la Russie impériale, chef de la Chancellerie impériale. Il fut l'ami et le confident d'Alexandre Ier.
Il épousa, le 4 février 1806, Natalia Fiodorovna Khomoutouva.

## Biographie
Alexis Andreïevitch Araktcheïev s'installa chez son père à Saint-Pétersbourg afin de recevoir un enseignement d'artilleur dans une école militaire, mais les études trop onéreuses de l'école forcèrent le jeune Araktcheïev à poursuivre ses études à domicile. Son père choisit comme enseignant Piotr Ivanovitch Melissimo (1718-1797) qui lui enseigna l'arithmétique. Le prince Saltykov présenta Araktcheïev au futur empereur Paul Ier de Russie). Le tsarévitch le nomma commandant de Gatchina, plus tard chef des forces terrestres du tsarévitch.

### Carrière militaire
Alexis Andreïevitch Araktcheïev gravit rapidement les échelons de l'armée. Il fut nommé par Paul aide-de-camp à l'inspection de l'artillerie en septembre 1792, grâce à l'appui de Melissimo et le 27 septembre 1787, il fut promu lieutenant-général. Le 5 août 1793, il fut élevé au grade de major d'artillerie et lieutenant-colonel. En 1794, inspecteur de l'artillerie à la Gatchina. Catherine la Grande le nomma inspecteur de l'artillerie en 1796. La même année il reçut l'ordre de Sainte-Anne (première classe) et fut élevé au grade de Major-général.
Il était propriétaire du domaine de Grouzino, près de Novgorod, depuis le 12 décembre 1796.

### Sous le règne de PaulIerde Russie
Après le couronnement de Paul Ier de Russie, il fut nommé commandant de Saint-Pétersbourg et major-général. Il fut logé dans un appartement au Palais d'Hiver. Il entra au quartier général le 5 avril 1797 et devint chef de l'armée impériale. Le tsar lui accorda le titre de baron de l'Empire et le décora de l'ordre de Saint-Alexandre Nevski et en 1798 l'éleva au grade de général quartier-maître. Cependant le baron fut dégradé, après un certain nombre de mutineries au sein de l'armée et un suicide. Il fut rétrogradé au rang de lieutenant-général. Le 5 janvier 1799, le baron fut fait chevalier de l'ordre de Saint-Jean de Jérusalem (Russie impériale) et élevé au grade de commandant. Il ne retrouva son ancien grade d'inspecteur de l'artillerie qu'en 1799 et fut titré comte de l'Empire. Il fut nommé également chef de la Chancellerie impériale, le 5 avril 1799, mais il ne fut pas sans reproche dans sa conduite, car il cacha les méfaits commis par des officiers. Il fut donc démis de ses fonctions dans l'armée.

### Sous le règne d'AlexandreIerde Russie
Araktcheïev fut rappelé par Alexandre Ier de Russie comme inspecteur de l'artillerie, le 14 mai 1803. Pendant les premières années, il réorganisa les unités d'artillerie, améliora la formation des officiers et modifia le règlement.  Le 13 janvier 1808, il fut nommé ministre de la Guerre, inspecteur général des unités d'infanterie et d'artillerie. Une fois de plus, il réorganisa l'armée et la qualité du personnel militaire. La même année, le comte fit construire sur son domaine de Grouzino l'église Andreïevitch. Le comte démissionna de son poste de ministre de la Guerre en janvier 1810, mais fut admis comme membre du Conseil d'État en qualité de président en sciences militaires.
Il supervisa le recrutement et la gestion des fournitures de l'armée, pendant l'invasion de la Grande Armée napoléonienne. Il présenta plusieurs réformes militaires qui se révélèrent judicieuses pendant la guerre franco-russe de 1812-1814. Tout au long de sa carrière au service d'Alexandre Ier de Russie, il obéit aveuglément au tsar. Il était connu pour sa cruauté et son nom devint synonyme de despotisme. Il répondait sur ce sujet :
« Je suis l'ami du tsar et les plaintes à mon sujet ne peuvent être adressées qu'à Dieu ».
À partir de 1816, Alexis Andreïevitch Araktcheïev organisa des colonies militaires agricoles. Il y avait été opposé dans un premier temps, mais lorsqu'il accepta ce rôle, il fut rigoureux dans son travail. La difficulté du service militaire et la vie des paysans créèrent des conditions terribles dans ces colonies. Cette cruauté présente dans l'armée s'étendit au domicile des paysans. Les femmes de son domaine étaient fortement incitées à accoucher chaque année et en raison de sa passion pour les rossignols, il fit pendre tous les chats de Grouzino.
Araktcheïev demeura dans l'entourage du tsar comme membre du Conseil d'Empire en 1815. Il y fut une personnalité très influente.
À la mort de l'empereur, le 1er décembre 1825, le comte Araktcheïev perdit sa position. Il fut démis de ses fonctions de membre et d'inspecteur de l'artillerie et de l'infanterie. Il fut renvoyé de la Cour et exilé sur ses terres à Novgorod.

### Décès et inhumation
Alexis Andreïevitch Araktcheïev décéda le 3 mai 1834 à Novgorod et fut inhumé en la cathédrale Andreïevski.
Mort sans héritiers, ses biens et ses terres furent réquisitionnés.

## Distinctions
- 13 novembre 1796 : Ordre de Sainte-Anne (1re classe) ;
- 5 avril 1797 : Ordre de Saint-Alexandre Nevski ;
- 8 janvier 1799 : Chevalier orthodoxe de l'ordre de Saint-Jean de Jérusalem (Russie impériale) ;
- Ordre de l'Aigle rouge ;
- Ordre de l'Aigle noir ;
- Ordre de Saint-Étienne de Hongrie ;
- 1807 : Refusa  l'Ordre de Saint-Vladimir (1re classe) ;
- 1809 : Refusa l'Ordre de Saint-André.